# Альберто ван Клаверен
Альберт Лео ван Клаверен Сторк (27 жовтня 1948) — чилійський юрист, політолог і дипломат. Міністр закордонних справ Чилі з 10 березня 2023 року. Раніше він обіймав посаду заступника міністра закордонних справ Справи Чилі між 2006 і 2009 роками. Ван Клаверен також представляв Чилі в Міжнародному суді ООН у справі щодо чилійсько-перуанської морської суперечки. До того, як стати міністром, він викладав в Чилійському університеті.

## Життєпис
Батьки Ван Клаверена були євреями, які пережили Голокост у Нідерландах. У 1950 році вони вирішили емігрували до Чилі. Ван Клаверен вивчав право в Чилійському університеті та здобув додатковий ступінь магістра міжнародних досліджень у Вищій школі міжнародних досліджень Університету Денвера.
У 1972 році ван Клаверен почав працювати в Інституті міжнародних досліджень і на юридичному факультеті Чилійського університету. З 1985 по 1992 рік він працював в Інституті європейсько-латиноамериканських відносин та Інституті Університету Ортега-і-Гассета, обидва розташовані в Іспанії. Він також був помічником дослідника в Інституті політичних досліджень Гейдельберзького університету між 1988 і 1990 роками.
Ван Клаверен повернувся до Чилі в 1992 році, де почав працювати в Міністерстві закордонних справ і знову обійняв посаду в Інституті міжнародних досліджень. Він працював директором інституту протягом 18 місяців і директором з планування політики в Міністерстві закордонних справ між 1996 і 2001 роками. У травні 2001 року він був призначений послом Чилі в Європейському Союзі. Через три роки, у 2004 році, послом Чилі в Європейському Союзі, Бельгії та Люксембурзі. Він працював на цій посаді до свого призначення заступником міністра закордонних справ у 2006 році, де він залишався до 2009 року.
У 2008 році ван Клаверен став адвокатом, який представляв Чилі в Міжнародному суді ООН у справі щодо чилійсько-перуанської морської суперечки. Після рішення у справі в січні 2014 року ван Клаверен заявив, що Чилі шкодує про рішення суду.
Зараз Ван Клаверен викладає міжнародні відносини та європейські міжнародні відносини в Університеті Чилі. З травня 2015 року він є членом правління Американо-чилійської Комісії Фулбрайта.
У березні 2023 року ван Клаверен змінив Антонію Уррейолу на посаді міністра закордонних справ Чилі.